# Kolumbianische Squashnationalmannschaft
Die kolumbianische Squashnationalmannschaft ist die Gesamtheit der Kader des kolumbianischen Squashverbandes FedeSquash Colombia. In ihm finden sich kolumbianische Sportler wieder, die ihr Land sowohl in Einzel- als auch in Teamwettbewerben national und international im Squashsport repräsentieren.

## Historie

### Herren
Kolumbien nahm erstmals 2011 an der Weltmeisterschaft teil und schloss das Turnier bei drei Siegen und vier Niederlagen auf Rang 25 ab. 2013 folgte die zweite Teilnahme. Mit vier Siegen und drei Niederlagen erreichte die Mannschaft den 21. Gesamtrang.
Bei den Panamerikanischen Spielen gewann Kolumbien bereits mehrere Medaillen.

## Letzter WM-Kader
Bei der Weltmeisterschaft 2019 bestand die kolumbianischen Mannschaft aus den folgenden Spielern:
| Rang | Name                   | Geburtsdatum      | WRL | Einsätze | Siege | Niederlagen |
| ---- | ---------------------- | ----------------- | --- | -------- | ----- | ----------- |
| 1.   | Miguel Ángel Rodríguez | 20. Dezember 1985 | 9   | 1        | 0     | 1           |
| 2.   | Juan Vargas            | 18. April 1994    | 90  | 6        | 3     | 3           |
| 3.   | Ronald Palomino        | 20. Dezember 1998 | 175 | 5        | 1     | 4           |
| 4.   | Erick Herrera          | 23. März 1989     | 579 | 3        | 2     | 1           |

## Bilanz
| Herren                            |                   |                    |                    |                    |                    |
| Jahr                              | Austragungsort    | Runde              | Platzierung        | Siege              | Niederlagen        |
| 1967 bis 2009: nicht teilgenommen |                   |                    |                    |                    |                    |
| 2011                              | Paderborn         | Gruppenphase       | 25.                | 3                  | 4                  |
| 2013                              | Mülhausen         | Gruppenphase       | 21.                | 4                  | 3                  |
| 2015                              | Kairo             | keine Austragung   | keine Austragung   | keine Austragung   | keine Austragung   |
| 2017                              | Marseille         | nicht teilgenommen | nicht teilgenommen | nicht teilgenommen | nicht teilgenommen |
| 2019                              | Washington, D.C.  | Gruppenphase       | 20.                | 1                  | 5                  |
| Gesamt                            | 3 / 26 Teilnahmen | 3 / 26 Teilnahmen  | 0 Titel            | 8                  | 12                 |